# Хачамар
Хачамар — родник в Крыму, на территории большой Алушты, в балке Ай-Йори (Авра), один из истоков реки Ксыр-Пата (Куру-Узень). Расположен юго-восточном склоне горной яйлы Демерджи, у горы Басамах-Хая, на высоте 367 м над уровнем моря. Существует версия, что ранее родник назывался Курпачи (верхний). Название Хачамар выводят от тюркского качмак — бежать, убегать, также существует версия, что от слова «хач» — крест.
Дебет источника, по сведениям Партии Крымских Водных Изысканий на 1913—1916 год, в отчёте «Материалы по водным изысканиям в Крыму. Гидрометрический отдел. Выпуск 3. Источники горной части Крымского полуострова. Часть V. Источники Алуштинского, Куру-узеньского и Отузского гидрометрических районов», на 1914 год определён в 3220 (максимум — 10200, минимум — 1260) вёдер в сутки (около 0,45 л/сек). Непрофессиональными исследователями дебит измерен в 0,25—0,3 л/сек, температура воды — 6 °C, что, примерно, подтверждается другими наблюдениями.